# Rui Maria de Araújo
Rui Maria de Araújo (Zumalai, 21 de mayo de 1964) es un médico y político de Timor Oriental miembro del Fretilin. Desde el 16 de febrero de 2015 al 15 de septiembre de 2017 fue el primer ministro del país en el sexto gobierno constitucional. Fue ministro de Salud de 2001 a 2007 y presidente de la cámara de diputados de 2006 hasta 2007.

## Biografía
Nació en Zumalai, en Timor Oriental. Sus primeros años de escuela fueron interrumpidos por la invasión de tropas indonesias en diciembre de 1975 y él y su familia se refugiaron en las zonas de Suai, Boborano y Ainaro controladas por el FRETILIN. Después de tres años prófugo, se entregó a las tropas indonesias en 1978. Continuó sus estudios secundarios en la escuela católica en Dili, la única escuela que mantenía la formación en portugués durante la ocupación indonesia. 
Al terminar secundaria en 1985 fue premiado para estudiar Literatura inglesa en la Universidad de Satya Wacana de Java, momento en el que empezó a implicarse en actividades clandestinas de apoyo a la resistencia.
En 1986 tomó la decisión de estudiar medicina. Lo hizo en la Universidad del sultán Agung en Indonesia y se especializó otorrinolaringología en 1989 en la Facultad Médica de la Universidad Udayana, momento en el que empezó a militar en el FRETILIN. Tiene maestrías en salud pública de sus estudios en la universidad Otago en Nueva Zelanda. Se graduó y empezó a ejercer la medicina en 1994, regresando a su país. Trabajó durante cuatro años en el Hospital Provincial de Dili. 
Durante el proceso de independencia el 20 de septiembre de 2001 fue nombrado por el FRETILIN ministro de Salud en el Gobierno de Transición y ratificado el 20 de mayo de 2002 en el primer gobierno constitucional de la República Democrática de Timor Oriental. Ejerció el cargo hasta 2007, sumándole en 2006 la responsabilidad de adjunto al ministro de Asuntos Sociales en junio de 2006.
En 2007 Araújo fue nombrado miembro del Consejo de Estado, máximo órgano consultivo del Estado para el presidente de la República en aquella época, H.E. Dr. José Ramos-Horta cargo que ejerció hasta 2012. Continuó sirviendo en el sector de la salud como asesor de Política y Gestión del Ministerio de Salud hasta 2008 y luego asumió funciones de asesor sénior en el Ministerio de Hacienda, primero en el Programa de Desarrollo Profesional, luego en los Servicios Corporativos y finalmente hasta su nombramiento como primer ministro, como asesor de Política Corporativa.
En 2010 se unió oficialmente al FRETILIN en 2010 y en 2011 fue elegido como uno de los miembros del Comité Central. En febrero de 2015 fue designado primer ministro por el presidente tras ser propuesto por el partido político CNRT, tras la renuncia del anterior primer ministro Kay Rala Xanana Gusmão.
Juró su cargo junto al resto de miembros del gobierno el 16 de febrero de 2015.
Está casado con Teresa António Madeira Soares y es el padre de dos hijos.
| Predecesor: Xanana Gusmão | Primer ministro de la República Democrática de Timor Oriental 2015-2017 | Sucesor: Mari Alkatiri |